# 聖瑪麗童貞教堂 (薩弗倫沃爾登)
聖瑪麗童貞教堂（英語：St Mary the Virgin）是英國英格蘭埃塞克斯郡城鎮薩弗倫沃爾登的一座教區教堂。這座教堂是埃塞克斯郡最大的非座堂教堂，長183英尺（56），尖塔高193英尺（59）。聖瑪麗童貞教堂是英國的I級登錄建築。

## 外部連結
维基共享资源上的相關多媒體資源：聖瑪麗童貞教堂

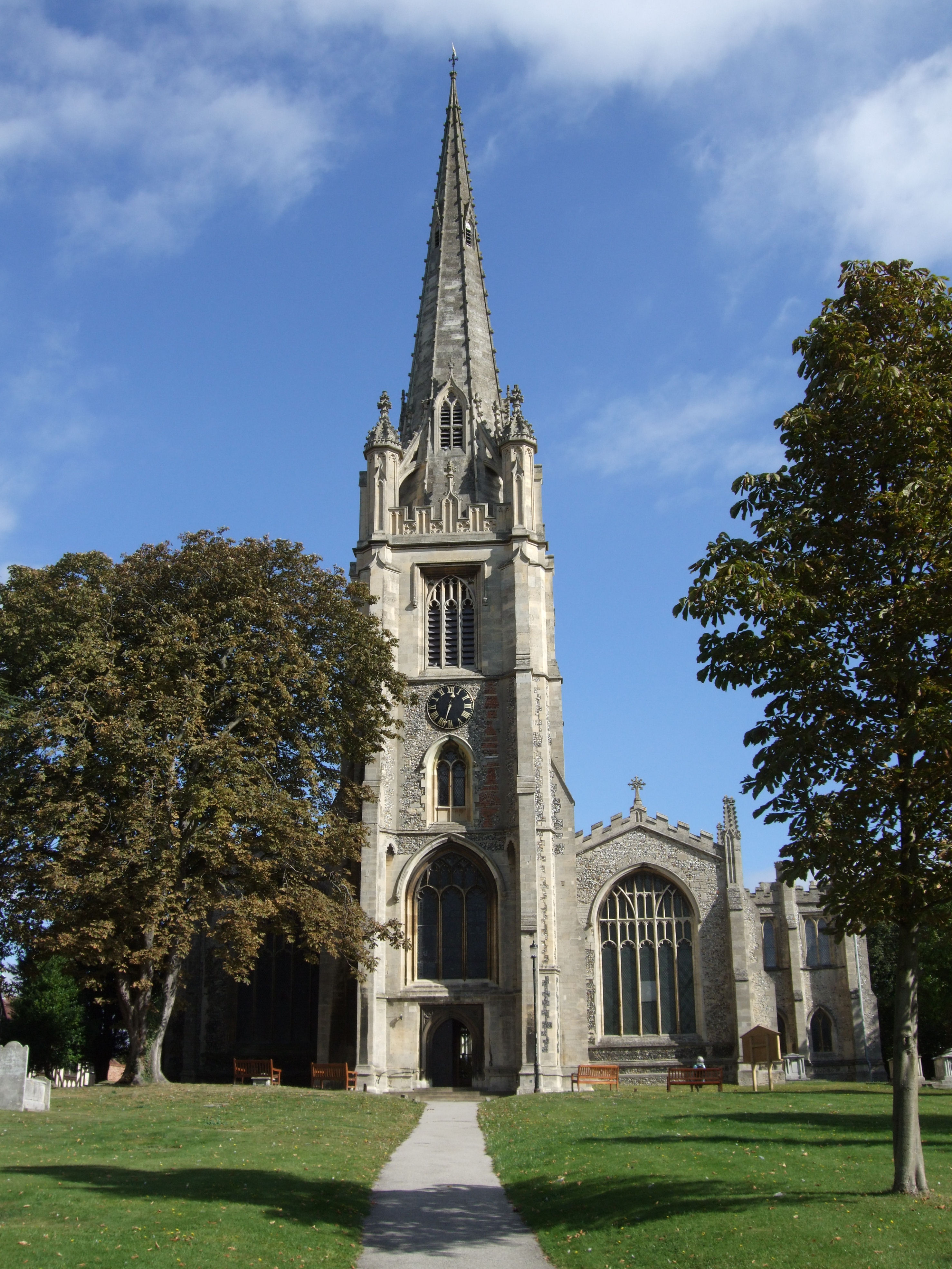
聖瑪麗童貞教堂

- St Mary the Virgin, Saffron Walden （页面存档备份，存于）

52°01′29″N 0°14′21″E / 52.0247°N 0.2393°E